# عوسجة
عوسجة مدينة تقع بالشمال الشرقي للجمهورية التونسية، بين مدينتي رأس الجبل والعالية، على بعد 48 كم شمالي تونس العاصمة. وهي تابعة لولاية بنزرت ومعتمدية غار الملح.اعتبارا من عام 2004 بلغ عدد سكانها 3980 نسمة.

## الأقتصاد
60 ٪ من السكان الذكور يعمل في زراعة البطاطس ومتوسط رواتبهم هو 180 دينار شهريا. منذ عام 1998 تم عقد مهرجان البطاطا السنوي في شهر يوليو، والتي تمنح للمزارع لذي يحصد أكبر البطاطا في ذات السنة.وأيضا نسبة 35 ٪ من النساء يعملن في صناعة النسيج و متوسط الراتباهن هو 100 دينار شهريا.
ة الت